# Club Deportivo Izarra
Il Club Deportivo Izarra è una società calcistica con sede a Estella, in Navarra, in Spagna. 
Gioca nella Segunda División RFEF, la quarta serie del campionato spagnolo.

## Organico

### Rosa 2022-2023
Aggiornato al 19 gennaio 2023
| N. |                            | Ruolo | Calciatore        |
| -- | -------------------------- | ----- | ----------------- |
| 1  | Spagna (bandiera)          | P     | Fermín Sobrón     |
| 2  | Spagna (bandiera)          | D     | Eneko Martínez    |
| 3  | Spagna (bandiera)          | D     | Rubén Vergarachea |
| 4  | Spagna (bandiera)          | D     | Endika Irigoyen   |
| 5  | Spagna (bandiera)          | D     | Endika Galarza    |
| 6  | Spagna (bandiera)          | D     | Marcos Isla       |
| 7  | Spagna (bandiera)          | A     | Bicho             |
| 9  | Spagna (bandiera)          | A     | Julen Madariaga   |
| 10 | Spagna (bandiera)          | A     | Javier Albín      |
| 11 | Rep. Dominicana (bandiera) | A     | Nowend Lorenzo    |

| N. |                   | Ruolo | Calciatore     |
| -- | ----------------- | ----- | -------------- |
| 12 | Spagna (bandiera) | C     | Álex Iriondo   |
| 13 | Spagna (bandiera) | P     | Álvaro Iso     |
| 14 | Spagna (bandiera) | C     | Victor Corral  |
| 15 | Spagna (bandiera) | D     | Oier Ayerdi    |
| 16 | Spagna (bandiera) | A     | Jorge Campos   |
| 17 | Spagna (bandiera) | A     | Dani Fernández |
| 18 | Spagna (bandiera) | A     | Gorka Laborda  |
| 20 | Spagna (bandiera) | D     | Ion Araújo     |
| 21 | Spagna (bandiera) | C     | Juanjo Gómez   |
| 22 | Spagna (bandiera) | C     | Rúper          |

## Palmarès

### Competizioni nazionali
- Tercera División: 4

2007-2008, 2008-2009, 2011-2012, 2013-2014

## Tornei nazionali
- 1ª División: 0 stagioni
- 2ª División: 0 stagioni
- 2ª División B: 12 stagioni
- 3ª División: 36 stagioni

## Stagioni
| Stagione | Categoria      | Posizione |
| -------- | -------------- | --------- |
| 1929-43  | Cat. regionali | —         |
| 1943/44  | 3ª             | 9°        |
| 1944/45  | 3ª             | 10°       |
| 1945/46  | 3ª             | 9°        |
| 1946/47  | 3ª             | 10°       |
| 1947/48  | 3ª             | 13°       |
| 1948/49  | Cat. regionali | —         |
| 1949/50  | 3ª             | 15°       |
| 1950/51  | 3ª             | 7°        |
| 1951/52  | 3ª             | 11°       |
| 1952/53  | 3ª             | 8°        |
| 1953/54  | 3ª             | 17°       |
| 1954/55  | 3ª             | 7°        |
| 1955/56  | 3ª             | 10°       |
| 1956/57  | Cat. regionali | —         |
| 1957/58  | 3ª             | 17°       |
| 1958/59  | Cat. regionali | —         |

| Stagione | Categoria      | Posizione |
| -------- | -------------- | --------- |
| 1959/60  | Cat. regionali | —         |
| 1960/61  | 3ª             | 16°       |
| 1961-77  | Cat. regionali | —         |
| 1977/78  | 3ª             | 20°       |
| 1978-83  | Cat. regionali | —         |
| 1983/84  | 3ª             | 14°       |
| 1984/85  | 3ª             | 2°        |
| 1985/86  | 3ª             | 10°       |
| 1986/87  | 3ª             | 7°        |
| 1987/88  | 3ª             | 14°       |
| 1988/89  | 3ª             | 8°        |
| 1989/90  | 3ª             | 1°        |
| 1990/91  | 2ªB            | 16°       |
| 1991/92  | 3ª             | 2°        |
| 1992/93  | 2ªB            | 6°        |
| 1993/94  | 2ªB            | 12°       |
| 1994/95  | 2ªB            | 7°        |

| Stagione | Categoria      | Posizione |
| -------- | -------------- | --------- |
| 1995/96  | 2ªB            | 12°       |
| 1996/97  | 2ªB            | 6°        |
| 1997/98  | 2ªB            | 19°       |
| 1998/99  | 3ª             | 3°        |
| 1999/00  | 2ªB            | 20°       |
| 2000/01  | 3ª             | 4°        |
| 2001/02  | 3ª             | 12°       |
| 2002/03  | 3ª             | 9°        |
| 2003/04  | 3ª             | 9°        |
| 2004/05  | 3ª             | 17°       |
| 2005/06  | Cat. regionali | 1º        |

| Stagione | Categoria | Posizione |
| -------- | --------- | --------- |
| 2006/07  | 3ª        | 5°        |
| 2007/08  | 3ª        | 1°        |
| 2008/09  | 3ª        | 1°        |
| 2009/10  | 2ªB       | 18°       |
| 2010/11  | 3ª        | 2º        |
| 2011/12  | 3ª        | 2º        |
| 2012/13  | 2ªB       | 20°       |
| 2013/14  | 3ª        | 1º        |
| 2014/15  | 3ª        | 3º        |
| 2015/16  | 2ªB       | 12°       |
| 2016/17  | 2ªB       | -         |

## Palmarès

### Competizioni nazionali
- Tercera División (Spagna): 5

1989-1990, 2007-2008, 2008-2009, 2011-2012, 2013-2014